# Volo aereo e immersione subacquea
Il termine Volo aereo e immersione subacquea in medicina si riferisce alle problematiche cliniche inerenti all'immersione subacquea e all'esposizione ad ambienti ipobarici.
La terminologia più corretta sarebbe Esposizione ad elevate altitudini ed immersione subacquea, perché gli stessi problemi si manifestano sia nelle cabine pressurizzate degli aerei, sia recandosi in alta montagna, ma nel lessico comune in ambito medico subacqueo è più noto ed utilizzato il gergo Volo e immersione.
Sebbene con eziologia diversa, responsabile della comparsa di sintomi clinici inerenti all'immersione dopo l'esposizione ad elevate altitudini e quella relativa all'esposizione ad elevate altitudini dopo l'immersione è la Malattia da decompressione, conosciuta nella comunità subacquea anche con l'acronimo MDD.
Nel primo caso (immersione dopo un volo aereo) il fattore determinante è la disidratazione.
Nel secondo (esposizione ad ambiente ipobarico dopo l'immersione) è l'accumulo di gas inerte nell'organismo: azoto in caso di immersione con auto-respiratore ad aria (acronimo ARA); elio, neon o idrogeno in caso di impiego di altro tipo di miscela respiratoria.
La casistica clinica connessa a volo aereo ed immersione subacquea si è evidenziata a partire dalla prima metà degli anni '80, come risultato di due fattori concomitanti:
- L'Airline Deregulation Act, che ha favorito l'avvento dei voli a basso costo;
- L'affermazione di didattiche ricreative – tra le quali la più diffusa a livello mondiale è la statunitense PADI (Professional Association of Diving Instructors) –, che, facilitando molto il conseguimento di brevetti d'immersione rispetto al passato, hanno ampliato di conseguenza il numero di subacquei praticanti.[4]

Da qui la necessità di formulare linee guida per cercare di ridurre i rischi di incidente.

## La Malattia da decompressione
L'MDD è una patologia che sopravviene quando la tensione totale dei gas disciolti nei tessuti dei subacquei, provocata dalla mancata eliminazione di gas inerti (spesso si utilizza il termine azoto residuo) supera la pressione ambientale circostante e provoca la formazione di bolle gassose all'interno del circolo ematico o dei tessuti stessi.
Le bolle possono ridurre o bloccare del tutto il flusso sanguigno, e con esso l'apporto di ossigeno, verso una o più aree dell'organismo provocando danni cellulari da ipossia e, nei casi più gravi, da anossia.
I sintomi possono includere nausea, vomito, vertigini, prurito, dolore, eruzioni cutanee, dolori alle giunture, dolori muscolari, o variazioni sensoriali quali intorpidimento e formicolii. I sintomi più gravi includono debolezza muscolare, paralisi o disturbi delle funzioni cerebrali più elevate, incluse la memoria ed i disturbi della personalità.
L'MDD talvolta può rivelarsi fatale, sebbene oggigiorno (2013), grazie ai progressi della Medicina Subacquea, lo sia molto raramente.

## Immergersi dopo il volo aereo
Non esistono precise linee guida inerenti all'immersione dopo un volo aereo e se sia strettamente necessario attendere un determinato numero di ore prima di immergersi.
Per poter effettuare la successiva immersione con maggiori margini di sicurezza occorre però tener conto di alcune variabili in grado di interagire con la comparsa di sintomi di MDD: le proprie condizioni psicofisiche e lo stato di disidratazione.

### Disidratazione e attività subacquea
Durante un volo aereo l'organismo è sottoposto ad una progressiva disidratazione, che è direttamente proporzionale alla durata del viaggio, perché l'aria respirata a bordo del velivolo è più secca di quella normalmente presente nell'atmosfera.
L'aria inspirata viene umidificata a livello polmonare e successivamente espirata umida, cioè con l'aggiunta di acqua prelevata dal nostro organismo.
Se il viaggio si protrae a lungo, si potrebbe subire una considerevole perdita di liquidi, soprattutto se per problemi di chinetosi non si è in grado di reintegrare adeguatamente questa perdita o se, concomitantemente, si assumono alcolici e caffè o tè, sostanze che favoriscono la diuresi.
Se la località raggiunta ha clima tropicale l'abbondante traspirazione, atta a contrastare gli effetti del caldo, può ulteriormente aggravare lo stato di disidratazione, se la sudorazione non viene controbilanciata da un adeguato introito di liquidi e sali minerali.
Anche nel corso di un'immersione si perdono molti liquidi, con modalità diverse:
- per evaporazione, respirando aria compressa secca attraverso l'erogatore, che viene inumidita durante il passaggio attraverso la bocca e le vie respiratorie; questa perdita, apparentemente impercettibile, è, in realtà, significativa;[9]
- per il fenomeno denominato diuresi da immersione, che è provocato da effetti meccanici (venendo a mancare la forza di gravità, in acqua una certa massa di sangue si sposta temporaneamente dalle gambe verso il torace; evento maggiormente accentuato in acque fredde per la conseguente vasocostrizione) e da effetti chimici (la maggiore quantità di sangue presente nelle vene del torace ed il conseguente maggior afflusso di sangue al cuore si traduce anche in una distensione da stiramento dell'atrio destro; in queste condizioni, l'atrio destro produce l'ormone peptide natriuretico atriale ANP, che stimola la diuresi).[10]

La disidratazione è uno dei molteplici fattori in grado di aumentare il rischio di MDD perché, per compensare il ridotto volume di sangue, l'organismo autonomamente reagisce per garantire un adeguato apporto di ossigeno ai tessuti primari (cervello, cuore ed altri organi vitali) a discapito di tessuti di importanza meno vitale, quali muscoli e pelle, i quali potranno perciò eliminare meno rapidamente l'azoto ivi accumulatosi rispetto ad un organismo ben idratato.
A causa della disidratazione, della differenza di fuso orario e della stanchezza, il primo giorno di immersione dopo un lungo volo aereo si è maggiormente predisposti alla comparsa di sintomi di MDD.
Anche se non vi sono specifiche indicazioni su come comportarsi dopo un volo, gli esperti di medicina subacquea concordano sull'importanza del mantenimento di un corretto bilancio idroelettrolitico anche in assenza di sintomi evidenti di disidratazione quali sete, nausea, cefalea, eccessiva stanchezza, urina di colore scuro.
Una bibita, un succo di frutta o una bottiglietta d'acqua non sono sufficienti a compensare le perdite subite. Per prevenire efficacemente la disidratazione occorre bere molto, anche se non si prova lo stimolo della sete, fino a due litri di liquidi al giorno o anche più, in caso di climi molto caldi, avendo cura di evitare gli alcolici e le bevande energetiche, che contengono stimolanti caffeina e dando la preferenza ad acqua, succhi di frutta o “bevande sportive” a contenuto bilanciato di sali minerali.

## Volare dopo l'immersione
Il rischio di MDD dell'immersione sportiva è molto basso. Ma l'esposizione all’altitudine, dopo l'immersione, può aumentare questo rischio in maniera significativa.
La ridotta pressione che si riscontra nella cabina dell'aeroplano potrebbe indurre la formazione di bolle di azoto, per lo stesso fenomeno fisico (legge di Boyle-Mariotte) che si verifica durante la fase di risalita al termine di un'immersione a causa dell'accumulo di gas inerte non ancora eliminato dall'organismo.
Quest’accumulo, denominato Azoto Residuo, è proporzionale in modo non lineare al tempo trascorso in immersione alle varie profondità, e può venire controllato con le procedure (velocità di risalita, tappe di decompressione e soste di sicurezza) di volta in volta messe in atto dal subacqueo. L’accumulo peraltro dipende anche da variabili di carattere individuale e da fattori ambientali.
L'accumulo può raggiungere livelli critici dopo immersioni ripetitive, con intervalli di superficie brevi, effettuate per più giorni consecutivi.
Dopo l'immersione, l'organismo impiega parecchie ore per eliminare l'azoto residuo e tornare all'equilibrio. Se in questo lasso di tempo ci si espone a pressioni inferiori di quella a livello del mare (1 atm), come quando si sale in alta montagna o si intraprende un volo aereo, ciò equivale ad effettuare un'altra risalita dal fondo nel corso di un'immersione. La riduzione di pressione incrementa la velocità di eliminazione dell'azoto residuo e questo può determinare, nel subacqueo, il superamento dei limiti previsti dalle tabelle d'immersione standard.
Ciò espone il soggetto a un elevato rischio di MDD. Per questo è auspicabile attendere dopo l'immersione almeno 12 ore (preferibilmente 24 ore, il cosiddetto no fly time) prima di prendere un volo aereo.

### Valori di altitudine durante il volo
La Federal Aviation Administration ha stabilito che i passeggeri delle linee aeree commerciali, in condizioni normali di volo, non devono essere esposti ad una Quota Cabina maggiore di 8.000 piedi (circa 2.500 metri).
Con il termine Quota Cabina s'intende la quota alla quale la pressione ambiente (in atmosfera standard) è uguale alla pressione mantenuta all'interno della fusoliera. Quindi se la Quota Cabina è zero la pressione interna alla fusoliera è uguale a quella che si ha al livello del mare.
I velivoli moderni espongono i viaggiatori a una Quota Cabina compresa tra i 1800 ed i 2500 metri, con una riduzione pressoria, rispetto alla superficie del mare, compresa tra il 17% e il 24%. La riduzione può essere equiparata a quella che nella fase di risalita al termine dell'immersione si verifica passando, rispettivamente, da -35 a -27 m e da -35 a -24 m. Questa depressurizzazione avviene in modo molto veloce al decollo, e può configurarsi come una risalita incontrollata durante un'immersione.

## Storia
Le statistiche indicano che il rischio aumenta quando aumenta la profondità massima dell'immersione effettuata l'ultimo giorno prima della partenza e l'intervallo di superficie pre-volo diminuisce.
Gli studi suggeriscono che vi sono significative differenze di rischio di MDD tra intervalli di superficie pre-volo di lunga e di breve durata e che le immersioni profonde richiedono intervalli di superficie più lunghi.
La ricerca si concentra quindi sulla determinazione di un sicuro intervallo di tempo di attesa fra l'ultima immersione effettuata e un successivo volo in aereo.
Per anni le linee guida inerenti al volo dopo l'immersione si sono fondate sulla base di concetti teorici privi di riscontri statistici, tant'è che permettevano il volo anche sei ore dopo un'immersione in curva di sicurezza, o 12 ore se era stato necessario fare tappe di decompressione.
Visto che tali direttive avevano origine da disposizioni militari, un certo grado di rischio di MDD, valutato intorno all'1-2%, veniva considerato accettabile.
Tale rischio non è più considerato accettabile qualora si tratti di civili al rientro da una vacanza, soprattutto visto l'incremento, nel corso degli ultimi decenni, del numero di subacquei che viaggia per immergersi.
Raccomandazioni più restrittive sono emerse dal primo incontro organizzato nel 1989 dall'Undersea and Hyperbaric Medical Society di Bethesda (USA), cui parteciparono i più eminenti esperti di medicina iperbarica.
Dagli studi e dalle casistiche in loro possesso, si era evidenziato che tutti i casi di MDD riportati si erano verificati in un intervallo di tempo compreso nelle 24 ore successive all'immersione, quindi il congresso si concluse con le seguenti raccomandazioni:
- 12 ore di intervallo pre-volo dopo immersioni di durata massima di due ore, senza decompressione nelle precedenti 48 ore;
- 24 ore di intervallo dopo immersioni ripetitive, multiple, senza decompressione;
- 24-48 ore di intervallo dopo immersioni che abbiano richiesto decompressione.

Queste disposizioni causarono un certo malumore nell'ambito del mercato del turismo ed i subacquei si sentirono defraudati del loro ultimo giorno di immersioni.
Il clamore che ne scaturì diede nuovi impulsi alla ricerca di approfondimenti e nel 1991 ebbe luogo un nuovo incontro dell'Undersea and Hyperbaric Medical Society, ma le linee guida rimasero pressoché invariate.

## Linee guida per il volo dopo l'immersione
Gli studi sull'argomento sono ancora in corso, ed attualmente (2013) le linee guida riferite ad immersioni ad aria seguite da voli in cabine pressurizzate a pressioni comprese tra i 610 ed i 2.314 metri, per coloro che non presentino già sintomi di MDD, richiedono di attendere:
- minimo 12 ore dopo immersioni singole senza decompressione;
- minimo 24 ore dopo immersioni ripetitive o immersioni per più giorni consecutivi con decompressione;
- 48 ore dopo immersioni ripetitive per più giorni consecutivi con decompressione.[23]

Ulteriori misure prudenziali comprendono il limitare il numero di immersioni dell'ultimo giorno ad una, o massimo due, curando di eseguire queste ultime a quote poco profonde e limitando i tempi di fondo, in modo da poter fruire di un intervallo pre volo di almeno 24 ore, dopo immersioni non eccessivamente impegnative dal punto di vista dell'assorbimento di gas inerte.
Misure di sicurezza supplementari potrebbero includere l'uso di miscele nitrox, da usare con tempi di esposizione calcolati per l'aria e la respirazione di ossigeno puro, per esempio per 60 minuti circa, dopo le ultime immersioni e qualche ora prima del volo.

### Indicazioni “No Fly” da computer subacqueo
La maggior parte dei computer subacquei in commercio è programmata in base alle linee guida attualmente in vigore. Occorre far presente, però, che alcuni modelli di computer meno recenti, ma ancora alquanto diffusi, sono ancora programmati secondo le direttive precedenti.
Per questo motivo, accanto al simbolino dell'aereo e alla scritta “No Fly”, sul display può esser riportato un intervallo minore, ma è sicuramente necessario attendere per tempi più lunghi che l'azoto accumulato nei periodi passati sott'acqua venga effettivamente e completamente rilasciato dall'organismo.